# Episodi di Appartamento in tre (seconda stagione)
La seconda stagione della serie televisiva Appartamento in tre è stata trasmessa in anteprima negli Stati Uniti d'America in syndication tra il 19 settembre 1987 e il 12 marzo 1988.
| nº | Titolo originale           | Titolo italiano | Prima TV USA      | Prima TV Italia |
| -- | -------------------------- | --------------- | ----------------- | --------------- |
| 1  | The Three Faces of Mickey  |                 | 19 settembre 1987 |                 |
| 2  | And David Makes Three      |                 | 26 settembre 1987 |                 |
| 3  | Mickey Meets Mr. Right?    |                 | 3 ottobre 1987    |                 |
| 4  | Temporary Mickey           |                 | 10 ottobre 1987   |                 |
| 5  | Hello, Dolly               |                 | 17 ottobre 1987   |                 |
| 6  | Video Mickey               |                 | 24 ottobre 1987   |                 |
| 7  | Prisoner of Love           |                 | 31 ottobre 1987   |                 |
| 8  | On the Ropes               |                 | 7 novembre 1987   |                 |
| 9  | The Naked Truth            |                 | 14 novembre 1987  |                 |
| 10 | Instant Family             |                 | 21 novembre 1987  |                 |
| 11 | Crime Busters              |                 | 28 novembre 1987  |                 |
| 12 | Man Around the House       |                 | 5 dicembre 1987   |                 |
| 13 | Upstairs, Downstairs       |                 | 12 dicembre 1987  |                 |
| 14 | A Dog's Life               |                 | 26 dicembre 1987  |                 |
| 15 | Save the Last Dance for Me |                 | 9 gennaio 1988    |                 |
| 16 | Mickey Times Two           |                 | 16 gennaio 1988   |                 |
| 17 | Fatal Distraction          |                 | 23 gennaio 1988   |                 |
| 18 | Jay's on the Roof          |                 | 30 gennaio 1988   |                 |
| 19 | Centerfold Mickey          |                 | 6 febbraio 1988   |                 |
| 20 | Confidence Man             |                 | 13 febbraio 1988  |                 |
| 21 | Not for Love or Money      |                 | 20 febbraio 1988  |                 |
| 22 | La vie en Jay (Part 1)     |                 | 27 febbraio 1988  |                 |
| 23 | La vie en Jay (Part 2)     |                 | 5 marzo 1988      |                 |
| 24 | Four Loves Have I          |                 | 12 marzo 1988     |                 |